# 中央军委后勤保障部金盾影视中心
中央军委后勤保障部金盾影视中心，位于北京市，隶属中央军委后勤保障部办公厅。

## 简介
2012年3月，中国人民解放军总后勤部金盾影视中心成立，隶属中国人民解放军总后勤部司令部。2016年，在深化国防和军队改革中，改为中央军委后勤保障部金盾影视中心，隶属中央军委后勤保障部办公厅。
该中心具有国家广电总局颁发的甲等电视剧制作资质、广播电视节目制作经营许可证、互联网视听节目传播证，以及国家广电总局批准的制作播出网络剧、网络片、微电影的资质。
该中心的作品有：电影《百团大战》、《开罗宣言》、《勇士》、《我不是王毛》、《特种兵王》等，电视剧《人民的名义》、《麻雀》、《二炮手》等。

## 机构设置
- 影视剧制作部
- 文化部
- 影视演员艺术团
- 对外联络部
- 书画研究院[3]

## 历任主任
1. 李学政（2012年—）[2][4][5]